# Majoros István (történész)
Majoros István (Hont, 1949. október 29. –) magyar történész, az MTA doktora, az ELTE professor emeritusa. 
A 19–20. századi nemzetközi kapcsolatokkal foglalkozik (főleg francia–orosz/szovjet és francia–magyar), valamint a 19. századi Európa történetével. Az utóbbi időben a palócokat kutatja.

## Család
Édesapja kőműves, édesanyja háztartásbeli volt.

## Tanulmányok
1968-ban érettségizett Balassagyarmaton, a Balassi Bálint Gimnáziumban.
1969–1974 között a szegedi József Attila Tudományegyetem francia–történelem szakán tanult.
1979–1980-ban a MUOSZ budapesti Újságíró Iskolájában lett művelődéspolitikai újságíró.

## Munkahelyek
1974/75 - Földvári Mihály Gimnázium; Tolna
1975/76 - Vörösmarty Mihály Általános Iskola, Bonyhád
1976/77 - Petőfi Sándor Gimnázium, Bonyhád
1977/78 - Déri Miksa Szakközépiskola Kollégiuma (nevelőtanár), Szeged
1978-1979, újságíró, Szekszárd, Tolna Megyei Népújság
1979-1982, rádióriporter, Magyar Rádió Pécsi Stúdiója
1982-2001: Pécs, Janus Pannonius Tudományegyetem: 1991, docens, 1992-2001, tanszékvezető (Újkortörténeti Tanszék)
2001.04.1.-2014. 12. 31. ELTE Új-és Jelenkori Egyetemes Történeti Tanszék, 2007-2014, tanszékvezető.
2007 - egyetemi tanári kinevezés.
2015. január elsejétől nyugdíjas.
2015 szeptemberében megkapta a professor emeritus címet.

## Tudományos címek, fokozatok
- 1981: bölcsészdoktor, Szeged, József Attila Tudományegyetem
- 1991: a történelemtudomány kandidátusa, MTA (Franciaország oroszországi politikája (1917-1919)
- 2000: habilitáció, Pécsi Tudományegyetem
- 2005: az MTA doktora (Franciaország a nemzetközi kapcsolatok rendszerében 1871-1940)

## Kutatás, oktatás
Párizsi levéltárakban kutatott: Quai d'Orsay; Service Historique de l'Armée de Terre, és Service Historique de la Marine.
Az egyetemen Európa 19. századi történetét oktatta. Kurzusokat tartott a nemzetközi kapcsolatok 19-20. századi történetéről, és eszmetörténeti, gazdaságtörténeti előadásai voltak. Tíz évig tanított Erasmus hallgatókat angolul és franciául. Vezetésével kilenc doktorandusz szerzett PhD fokozatot. A cotutelle (közös irányítású képzés) programban négy hallgatója védett sikeresen Budapesten, Párizsban és Bordeaux-ban (2 magyar, 1 francia, 1 török). Többször vett részt külföldi doktori védéseken bizottsági tagként, témavezetőként (Páris I, Paris III. Paris IV. Nizza, Science Po Paris). Előadott Bordeaux-ban (Université Michel de Montaigne Bordeaux 3) és Párizsban (Institut hongrois) franciául, a Jekaterinburgi Egyetemen, Isztambulban (Aydin University) és a Bécsi Egyetemen angolul. 2003-ban alapította meg az Öt Kontinens című folyóiratot (ELTE Új- és Jelenkori Egyetemes Történeti Tanszék). Több hazai és külföldi folyóirat tanácsadója, szerkesztőbizottsági tagja.

## Díjak
- 1995: Károlyi Mihály-díj (Magyar Történelmi Társulat)
- 1997: Széchenyi Professzori Ösztöndíj (1998–2001)
- 2014: Cziráky Antal-díj (ELTE, BTK)

## Publikációk

### Könyvek
Sedan. A francia-porosz háború 1870-1871. Zrínyi Kiadó, Budapest, 1993.
Fejlődési utak a 19. századi Európában I. A gazdaság átalakul, Pécs 1995.
Európa a nemzetközi küzdőtéren. Felemelkedés és hanyatlás, 1814 - 1945, Janus/Osiris, Budapest 1998 (Ormos Máriával közösen)
Párizs és Oroszország, 1917-1919, IPF, Szekszárd, 1999
Az ipari forradalom kora. Fejlődési utak a 19. századi Európában, CD-ROM, Alma Mater Zala Bt., Tripotex Elektronikus Kiadó Kft. Közös kiadása, Nagykanizsa 2000.
Fejlődési utak a 19. századi Európában III. A hétköznapok világa, General-Copy Kft, Pécs 2001.
Franciaország a nemzetközi kapcsolatok rendszerében 1871-1940, kézirat, MTA doktori értekezés, 2003.
Vereségtől a győzelemig. Franciaország a nemzetközi kapcsolatok rendszerében 1871-1920. ELTE Eötvös Kiadó, Budapest, 2004.
If váránál a tenger… Vallomások prózában és versben, Underground Kiadó (magánkiadás), Budapest, 2017.
Franciák a 20. századi Közép- és Kelet-Európában. Tanulmányok, Underground Kiadó (magánkiadás), 2019.
Palócok földjén, Underground Kiadó, 2021.
A publikációk megtalálhatók a Magyar Tudományos Művek Tárában.